# 1940 au Nouveau-Brunswick
Chronologie du Nouveau-Brunswick
- 1936
- 1937
- 1938
- 1939
- 1940
- 1941
- 1942
- 1943
- 1944

Cette page concerne des événements survenus en 1940 dans la province canadienne du Nouveau-Brunswick.

## Événements
- 20 janvier : Hugh H. Mackay devient chef intérimaire du parti conservateur à la suite de la démission de Frederick C. Squires.
- 5 mars : William George Clark succède à Murray MacLaren comme lieutenant-gouverneur du Nouveau-Brunswick.
- 13 mars : John Babbitt McNair succède à Allison Dysart comme premier ministre du Nouveau-Brunswick.
- 26 mars : le PLC de Mackenzie King remporte l'élection générale fédérale avec 178 députés contre 40 conservateurs, 10 créditistes et 8 sociaux-démocrates. Au Nouveau-Brunswick, les conservateurs et les libéraux obtiennent cinq sièges chacun[1].
- 14 mai : Richard Burpee Hanson devient le premier néo-brunswickois nommé chef du Parti conservateur et chef de l'Opposition officielle par intérimaire.

## Naissances
- 22 mars : Michael McKee, député et ministre.
- 20 août : Bernard Legresley, député.
- 29 août : Dave Hilton, Sr., boxeur.
- 20 septembre : Doug Young, député et ministre.
- 29 octobre : Charles Hubbard, député.
- 16 décembre : Anne-Marie Couturier, auteure.

## Décès
- Philomène Belliveau, artiste
- 11 février : Charles Gorman, patineur de vitesse
- 25 mai : Joseph De Grasse, réalisateur, acteur et scénariste